# Plutonia media
Plutonia media is een slakkensoort uit de familie van de Vitrinidae. De wetenschappelijke naam van de soort is voor het eerst geldig gepubliceerd in 1855 door R.T. Lowe.